# Ta'wīl
Ta'wīl är en tolkning av Koranen som fokuserar på esoteriska, symboliska eller mystiska betydelser i texten. I detta avseende skiljer sig metoden från den konventionella, "yttre" eller "bokstavliga" tolkningen av Koranen, kallad tafsir. Esoteriska tolkningar motsäger vanligtvis inte de konventionella tolkningarna, utan fördjupar förståelsen och diskuterar de inre nivåerna i enlighet med Koranen. En hadith av profeten Muhammed har ibland använts som stöd för den esoteriska tolkningsläran. Enligt denna profettradition har Koranen en inre mening, och denna inre mening döljer ytterligare en djupare, innersta mening (upp till sju nivåer av betydelser).
Ta'wīl spelar en central roll för förståelsen inom traditionell Koran-exeges, i sufismens olika ordnar, i illuminationistisk filosofi, i transcendent teosofi samt inom stora delar av shiaislam, inte minst hos ismailiterna. Vissa fundamentalistiska sekter, såsom wahhabiterna, har dock infört stränga begränsningar av esoteriska tolkningar.